# Фишдик, Гизела
Гизела Фишдик (нем. Gisela Fischdick; род. 5 ноября 1955, Мюльхайм-ан-дер-Рур) — немецкая шахматистка, гроссмейстер среди женщин (2005).
В составе сборных ФРГ и Германии участница 8-и Олимпиад (1978—1984, 1988—1994) и 1-го командного чемпионата Европы (1992) в Дебрецене.

## Изменения рейтинга
| Графики недоступны из-за технических проблем. См. информацию на Фабрикаторе и на mediawiki.org. |